# Conus barbieri
Conus barbieri é uma espécie de gastrópode do gênero Conus, pertencente à família Conidae.